# 스웨덴 공주 유셰니
스웨덴 공주 유세니(Princess Eugenie of Sweden, 1830년 4월 24일~1889년 4월 23일)는 스웨덴 베르나도트 왕가의 공주이다. 미혼으로 살았으며 부모에게서 예술적 재능을 물려받았다.

## 가족 관계
공주는 스웨덴과 노르웨이의 오스카르 1세와 그의 왕비인 요세피나 왕비의 고명딸로 태어났다. 그녀의 세례명은 스웨덴어로 샬로타 유셰니아 아우구스타 아말리아 알베르티나(Charlotta Eugenia Augusta Amalia Albertina)로 유셰니아 내지 유셰니로 불렸다. 이 이름은 외할아버지인 외젠 드 보아르네의 이름을 딴 것이다.
조부모는 스웨덴과 노르웨이의 국왕인 칼 14세 요한과 그의 왕비인 데시데리아 왕비이다. 둘은 프랑스 출신으로 베르나도트 장군과 데지레 클라리라는 이름으로 더 잘 알려져있다. 외조부모는 로이히텐베르크 공작인 외젠 드 보아르네와 바이에른 공주 아우구스테였다. 아우구스테의 아버지는 바이에른의 막시밀리안 1세 요제프였다.
유셰니의 첫째 오빠 칼과 셋째 오빠 오스카르는 각각 스웨덴과 노르웨이의 국왕이 됐다. 둘째 오빠인 구스타프는 미혼으로 부모보다 먼저 사망했고, 동생인 아우구스트는 다라르나 공작이 됐다.

## 생애
스웨덴의 공주로 태어났던 유셰니는 자라면서 여러 독일 왕가와 혼담이 진행되리라 여겨졌다. 하지만 10대 후반 심하게 아픈 이후, 건강이 악화됐으며, 스스로도 결혼할 생각을 하지 않았다. 부모로부터 예술적 재능을 물려받았으며, 예술을 후원했고 스스로도 조각 작품을 만드는 예술가였다. 책을 쓰거나 번역하기도 했으며 일생동안 자선 사업에 전념했다.
독신이었기에 오빠 오스카르 2세의 아이들과 가까운 사이였으며, 특히 둘째인 오스카르 왕자를 좋아해서 고틀란드에 있는 자신의 집을 물려주었다.